# Archidiocèse de Modène-Nonantola
L'archidiocèse de Modène-Nonantola (en latin : Archidioecesis Mutinensis-Nonantulana ; en italien : Arcidiocesi di Modena-Nonantola) est un archidiocèse métropolitain de l'Église catholique en Italie appartenant à la région ecclésiastique d'Émilie-Romagne.

## Territoire
L'archidiocèse de Modène-Nonantola est situé dans la province de Modène dont l'autre fraction est dans les diocèses de Reggio d'Émilie-Guastalla et Carpi et dans l'archidiocèse de Bologne avec la municipalité de Castelfranco Emilia.
Son territoire couvre 2 089 km2 divisé en 243 paroisses regroupées en 13 archidiaconés. Étant archidiocèse métropolitain, il possède cinq diocèses suffragants : Carpi, Fidenza, Parme, Plaisance-Bobbio et Reggio d'Émilie-Guastalla. L'archévêché est la ville de Modène où se trouve la cathédrale de l'Assomption. L'abbaye de Nonantola est cocathédrale.

## Histoire
L'archidiocèse actuel est le résultat de la fusion de l'archidiocèse de Modène et de l'abbaye territoriale de Nonantola à la suite du décret Instantibus votis de la Congrégation pour les évêques du 30 septembre 1986.

### Archidiocèse de Modène
La première mention historique du diocèse de Modène remonte au milieu du IVe siècle liée à saint Géminien qui participe au synode de Milan en 390 présidé par saint Ambroise. À l'origine, Modène est suffragant de l'archidiocèse de Milan mais au Ve siècle, il entre dans la province ecclésiastique de l'archidiocèse de Ravenne.
En 1099, on commence les travaux de la construction de la nouvelle cathédrale. En 1106, les principales structures sont prêtes et l'église est inaugurée en présence du pape Pascal II et de la comtesse Mathilde de Toscane ; à cette occasion a lieu la translation des reliques de saint Géminien. Les travaux et les décorations internes de la cathédrale sont terminés en 1184, l'année de la consécration de l'église par le pape Lucius III.
En 1148, Modène est privée du siège épiscopal par le pape Eugène III comme punition et le territoire du diocèse est divisé entre les diocèses voisins. Cependant, c'est de courte durée, car en 1156 Modène a déjà son propre évêque. En 1276, l'élection de l'évêque suscite de sérieuses controverses ; le chapitre est divisé en deux factions et élit deux évêques, dont l'un décède et l'autre renonce. Pendant ce temps, la ville de Modène est frappée d'excommunication et d'interdit jusqu'en 1280, lorsque le pape élit un nouvel évêque.
Le rite romain est adopté à Modène dans la première moitié du XVe siècle lors de l'épiscopat de Carlo Boiardo, par l'imposition du pape Eugène IV. Au XVIe siècle, Modène est l'un des centres du protestantisme italien, qui trouve un groupe de passionnés passionnés dirigés par le lettré Lodovico Castelvetro. Des années plus tard, le cardinal Giovanni Girolamo Morone, ancien évêque de Modène, est arrêté et emprisonné au château Saint-Ange à Rome en 1557 pour avoir été trop faible contre les hérétiques et être en faveur du protestantisme. Ce n'est qu'après la mort du pape Paul IV en 1559 qu'il est libéré, réhabilité et par la suite il dirige une deuxième fois le siège de Modène. Il est ensuite un protagoniste du concile de Trente et fondateur du séminaire diocésain.
Parmi les figures les plus éminentes du clergé et du diocèse de Modène, émerge Ludovico Antonio Muratori, auteur de la collection monumentale du Rerum Italicarum Scriptores.
Auparavant le diocèse était suffragant de Ravenne (Ve siècle-XVIe siècle) puis de Bologne ; le 22 août 1855, il est élevé au rang d'archidiocèse métropolitain par la bulle Vel ab antiquis du pape Pie IX. À l'origine, la province ecclésiastique coïncide avec le territoire du duché de Modène et comprend les diocèses de Reggio d'Émilie, Guastalla, Carpi et Massa Carrara. En 1926, Massa Carrara retourne dans l'archidiocèse de Pise. En décembre 1976, la province ecclésiastique de Modène s'agrandit avec les diocèses de Fidenza, Plaisance et Parme.

### Abbaye de Nonantola
L'abbaye de Nonantola est fondée par Anselme de Frioul, beau-frère du roi Aistolf, au VIIIe siècle. Avec l'arrivée des reliques du pape saint Sylvestre Ier et du pape Adrien III à Nonantola, l'abbaye gagne en importance d'un point de vue religieux, attirant de nombreux pèlerins, à tel point que vers le IXe siècle, l'abbaye compte 1000 moines.
À partir de 1449, la liste des moines abbés prend fin et l'abbaye est confiée à des abbés commendataires, pour la plupart cardinaux. Parmi les abbés célèbres, il y a Giuliano della Rovere, plus tard élu pape sous le nom de Jules II, et saint Charles Borromée.
En janvier 1514, les Bénédictins quittent le monastère, confié aux Cisterciens. Les principales conditions sont que les moines, avec une dotation qui leur est assignée, ont la tâche d'élire leur propre abbé et de gérer l'église et le monastère, tandis que le palais abbatiale, le patrimoine de l'abbaye et la juridiction spirituelle restent sous l'abbé commendataire.
En 1567, le cardinal Borromée fonde le séminaire abbatial en le dotant personnellement de 6000 scudi et en écrivant les règles ; il institue également l'obligation de la visite pastorale du territoire dépendant de l'abbaye. À la demande du même cardinal, le premier synode diocésain est célébré dans la cathédrale de Nonantola le 4 décembre 1565.
Le synode célébré par l'abbé Jacopo De Angelis en 1688 montre que le territoire dépendant de l'abbaye est très vaste. Il comprend plus de 300 églises dispersées, ainsi que sur le territoire de Nonantola, dans de nombreux diocèses italiens (y compris Parme, Plaisance, Crémone, Pavie, Mantoue, Vérone, Vicence, Trévise, Bologne, Pistoia, Florence, Pérouse, Assise) inclus une église à Constantinople, sans compter les terres et les châteaux dans la région de Ravenne, dans la région de Milan, dans le Piémont et au lac de Garde, sur laquelle l'abbé exerce une juridiction temporelle, ainsi que divers droits, tels que des moulins et des droits de pêche et de navigation au Panaro.
En 1783, les Cisterciens quittent également l'abbaye. Francesco Maria d'Este, évêque de Reggio Emilia et abbé commendataire, institue alors un chapitre de chanoines dans la cathédrale pour remplacer le chapitre de moines. Par les soins du même évêque, le séminaire est agrandi pour inclure près de 80 séminaristes.
Avec l'invasion française de 1797, la crise de l'abbaye et du diocèse commence, qui est dépouillée de tous ses biens. Dans le concordat italien entre le gouvernement français et le pape Pie VII de 1803, l'abbaye territoriale est supprimée et son territoire uni à celui de Modène. Cependant, Francesco Maria d'Este continue à gouverner le siège nonantolan comme administrateur apostolique. Après la tempête française, le duc de Modène François IV demande et obtient la restauration de l'abbaye territoriale, décision prise par Pie VII le 15 décembre 1820 ; l'abbaye est réduite territorialement à ses anciennes paroisses comprises dans le territoire du duché, est confiée en commende aux évêques pro tempore de Modène.

### Archidiocèse de Modène-Nonantola
Le 23 septembre 1902, l'abbaye nullius de Nonantola devient suffragante de l'archidiocèse de Modène, à laquelle elle est rattachée le 1er mai 1906 par le décret Ex decreto de la Congrégation pour les évêques. Le 15 septembre 1984, conformément au décret Quo aptius de la Congrégation des évêques, il cède deux paroisses de la commune de Toano au diocèse de Reggio d'Émilie. Le 30 septembre 1986, à la suite du décret Instantibus votis de la Congrégation pour les évêques, l'union complète des deux sièges est établie et la nouvelle circonscription ecclésiastique prend son nom actuel.

## Sources
- (en) Catholic-Hierarchy

- (it) Cet article est partiellement ou en totalité issu de l’article de Wikipédia en italien intitulé « Arcidiocesi di Modena-Nonantola » (voir la liste des auteurs).

### Articles liés
- Liste des diocèses et archidiocèses d'Italie
- Église catholique en Italie